# Літописи ХХІ століття
«Літописи ХХІ століття: або, автобіографія десятого президента Світової республіки» (англ. Annals of the Twenty-Ninth Century: or, The Autobiography of the Tenth President of the World-Republic) — науково-фантастичний роман британського письменника Ендрю Блера (псевдонім, справжнє ім'я невідоме), опублікований 1874 року.
Твір Ендрю Блера належить до ранніх зразків наукової фантастики, у сучасній літературі маловідомий, але з моменту виходу з друку мав значний вплив на цілу серію пізніших романів, входить до группи таких науково-фантастичних романів «Незабаром» Едварда Мейтланда (1873), «Крізь Зодіак» Персі Грега (1880) та «Подорож до інших світів» Джона Джейкоба Астора IV (1894). Ендрю Блер розповідає екстравагантну історію про майбутню епоху, коли народи Землі об'єднані в християнську «Місячну Республіку», полетіли на інші планети Сонячної системи та зустрілися з їх мешканцями.
Один критиків-сучасників назвав книгу Блера «ходжею міжпланетних подорожей та наднаукових винаходів», але також «спекуляцією стейплдонівської величини». На думку іншого критика, Блер зображує «союз науки і релігії … під знаком позитивістського деїзму, змішаного з різними утопічними соціалізмами, і переходить від одного технологічного дива до іншого».

## Вибрана цитата
Сучасний флот США тренує дельфінів; Блер передбачає набагато більше:
|  | ..збір у 40 000 натуралістів протягом багатьох років був залучений до формування сотні різних зоологічних армій. Кожен із них завдяки чудовій системі муштри був доведений до такого високого рівня дисципліни, що бригада, яка складалася з тисячі слонів, тисячі носорогів, 180 000 мавп та 15 000 інших звірів та тягарів, могла з повною легкістю керувати лише тисячею натуралістів. Вантажні птахи та вантажні риби були подібним чином залучені до лав зоологічної армії, і, пройшовши подібну підготовку, були приведені до подібного ступеня ефективності |